# Пол Ръд
Пол Ръд (на английски: Paul Rudd) е американски актьор, носител на награда на Американския филмов институт и номиниран за награда на „Гилдията на актьорите“. От 2015 г. има звезда на Холивудската алея на славата.

## Биография
Пол Ръд е роден на 6 април 1969 г. в Пъсейик, Ню Джърси, САЩ, в еврейско семейство, имигрирало от Великобритания. Родителите на Ръд са потомци на еврейски имигранти, заселили се във Великобритания от Русия, Белорусия и Полша. Баща му Майкъл е исторически екскурзовод и бивш вицепрезидент на авиокомпанията „Trans World Airlines (TWA)“, майка му Глория е мениджър в телевизионния канал „KCMO-TV“.
Когато е на десет години, семейството му се премества в Оувърлънд Парк, където Пол учи в гимназията Шони Мишен Запад Хай Скул. След като завършва гимназия, е приет в Канзаския университет със специалност Театър. В университета е член на студентското братство Sigma Nu („ΣΝ“). Учи също в Американската академия за драматични изкуства заедно с актьора Матю Лилард, и изкарва три месеца в Британо-американската академия за драматично изкуство в Оксфорд, където изучава драмата от яковианската ера (англ. Jacobean era).

## Кариера
Дебютира в телевизията с ролята на Кирби Куимбли Филби в сериала „Сестри“, участва в 20 от епизодите в шоуто. През 1994 г. изпълнява една от главните роли в ситкома „Грешките на младостта“, спрян след 6 епизода. През 1995 г. Ръд дебютира на големия екран с ролята на Джош Лукас в романтичната комедия на Еми Хекерлинг „Clueless“. Негови следващи проекти са филмите „Хелоуин 6: Проклятието на Майкъл Майърс“ (1995), „Ромео + Жулиета“ (1996), „Скакалец“ (1997), „Нощна пратка“ (1998), „Обект на желание“ (1998) и „200 цигари“ (1999). Същата година той участва във филма „Правилата на дома“, заедно с актьорския състав на който е номиниран за наградата на Гилдията на киноартистите в САЩ в категорията „Най-добър актьорски състав в игралното кино“.

## Личен живот
От 2003 г. Ръд е женен за на Джуди Йегер. Имат две деца – син Джек Съливан (род. 2004) и дъщеря Дерби (род. 2009).
През ноември 2021 г. списание People го обявява за най-секси мъж на годината.

## Частична филмография
- 1995 – „Баровки“ (Clueless)
- 1995 – „Хелоуин 6: Проклятието на Майкъл Майърс“ (Halloween: The Curse of Michael Myers)
- 1996 – „Ромео + Жулиета“ (Romeo + Juliet)
- 1998 – „Нощна пратка“ (Overnight Delivery)
- 1998 – „Обект на желание“ (The Object of My Affection)
- 1999 – „200 цигари“ (200 Cigarettes)
- 1999 – „Правилата на дома“ (The Cider House Rules)
- 2000 – „Великият Гетсби“ (The Great Gatsby)
- 2003 – „Манипулация“ (The Shape of Things)
- 2002 – 2004 – „Приятели“ (Friends)
- 2004 – „Послепис: Обичам те“ (P.S.)
- 2005 – „40-годишният девственик“ (The 40-Year-Old Virgin)
- 2006 – „Ох в Охайо“ (The Oh in Ohio)
- 2006 – „Нощ в музея“ (Night at the Museum)
- 2007 – „Позабременяла“ (Knocked Up)
- 2007 – „Десетте“ (The Ten)
- 2007 – „Гаджето на майка ми“ (I Could Never Be Your Woman)
- 2008 – „Прелъстен и изоставен“ (Forgetting Sarah Marshall)
- 2008 – „Пичове за пример“ (Role Models)
- 2009 – „Обичам те, човече“ (I Love You, Man)
- 2009 – „Чудовища срещу извънземни“ (Monsters vs. Aliens)
- 2009 – „Година първа: Запознай се с предците си“ (Year One)
- 2010 – „Как да разбера“ (How Do You Know)
- 2011 – „Моят брат е идиот“ (Our Idiot Brother)
- 2012 – „Страст към пътешествия“ (Wanderlust)
- 2012 – „Предимствата да бъдеш аутсайдер“ (The Perks of Being a Wallflower)
- 2012 – „Така е на 40“ (This Is 40)
- 2013 – „Това е краят“ (This Is the End)
- 2013 – „Принц Лавина“ (Prince Avalanche)
- 2014 – They came together
- 2015 – „Ант-Мен“ (Ant-Man)
- 2015 – „Малкият принц“ (The Little Prince)
- 2016 – „Капитан Америка: Войната на героите“ (Captain America: Civil War)
- 2024 – „Тайните на октопода“ (Secrets of the Octopus)